# Israel la Jocurile Olimpice de vară din 2016
Israel a participat la Jocurile Olimpice de vară din 2016 de la Rio de Janeiro în perioada 5 – 21 august 2016, cu o delegație de 47 de sportivi, cea mai numeroasă din istorie sa, care a concurat în 21 sporturi. Cu două medalii de bronz, Israel s-a aflat pe locul 77 în clasamentul final.

## Participanți
Delegația turcă a cuprins 47 de sportivi: 22 de bărbați și 25 de femei. Cel mai tânăr atlet din delegația a fost navigatoarea Nina Amir (17 ani), cel mai vechi a fost ciclista Shani Bloch (47 de ani).
| Sport        | Masculin | Feminin | Total |
| ------------ | -------- | ------- | ----- |
| Atletism     | 5        | 3       | 8     |
| Badminton    | 1        | 0       | 1     |
| Ciclism      | 1        | 1       | 2     |
| Gimnastică   | 1        | 6       | 7     |
| Golf         | 0        | 1       | 1     |
| Haltere      | 1        | 0       | 1     |
| Înot sincron | 0        | 2       | 2     |
| Judo         | 3        | 4       | 7     |
| Lupte        | 0        | 1       | 1     |
| Natație      | 3        | 4       | 7     |
| Navigație    | 3        | 3       | 6     |
| Taekwondo    | 1        | 0       | 1     |
| Tenis        | 1        | 0       | 1     |
| Triatlon     | 1        | 0       | 1     |
| Tir          | 1        | 0       | 1     |
| Total        | 22       | 25      | 47    |

## Medaliați
| Medalie | Nume         | Sport | Probă            | Dată      |
| ------- | ------------ | ----- | ---------------- | --------- |
| Bronz   | Yarden Gerbi | Judo  | 63 kg feminin    | 9 august  |
| Bronz   | Or Sasson    | Judo  | +100 kg masculin | 12 august |

## Natație
| Sportiv                                            | Probă         | Calificări | Calificări | Semifinale   | Semifinale   | Finală        | Finală        |
| Sportiv                                            | Probă         | Timp       | Loc        | Timp         | Loc          | Timp          | Loc           |
| -------------------------------------------------- | ------------- | ---------- | ---------- | ------------ | ------------ | ------------- | ------------- |
| Amit Ivry                                          | 100 m fluture | 59,42      | 26         | Nu a avansat | Nu a avansat | Nu a avansat  | Nu a avansat  |
| Keren Siebner Zohar Shikler Amit Ivry Andrea Murez | 4×100 m liber | 3:41,97    | 16         | N/A          | N/A          | Nu au avansat | Nu au avansat |

| Sportiv  | Probă      | Calificări | Calificări | Semifinale | Semifinale | Finală       | Finală       |
| Sportiv  | Probă      | Timp       | Loc        | Timp       | Loc        | Timp         | Loc          |
| -------- | ---------- | ---------- | ---------- | ---------- | ---------- | ------------ | ------------ |
| Gal Nevo | 400 m mixt | 4:18,29    | 19         | N/A        | N/A        | Nu a avansat | Nu a avansat |